# Páros műkorcsolya az 1956. évi téli olimpiai játékokon
Az 1956. évi téli olimpiai játékokon a műkorcsolya páros versenyszámát február 3-án rendezték. Az aranyérmet az osztrák Sissy Schwarz–Kurt Oppelt-páros nyerte. A magyar Nagy Marianna–Nagy László-páros bronzérmet szerzett.

## Végeredmény
Kilenc bíró pontozta a versenyzőket. A pontok alapján a bírók mindegyikénél külön-külön kialakult egy sorrend, ez egy helyezési pontszámot is jelentett. A végeredmény a következő kritériumok alapján alakult ki:
1. „Többségi helyezések száma”. Az a versenyző végzett előrébb, akit a bírók többsége előrébb rangsorolt. A bírók többsége azt jelentette, hogy a legjobb 5 helyezést adó bíró helyezési pontszámait vették figyelembe, de ha az 5. bíró helyezésével még volt azonos helyezés, akkor az(oka)t is figyelembe vették. Ezt az adatot tartalmazza az oszlop. (Pl. a „6×3+” azt jelenti, hogy a versenyző 6 bírónál az első 3 hely valamelyikén végzett.)
2. „Helyezések összege” (az összes bíró helyezési pontszámainak összege)
3. Kötelező elemek pontszáma

| Helyezés | Versenyzők                                                   | Helyezési pontszámok bírónként | Helyezési pontszámok bírónként | Helyezési pontszámok bírónként | Helyezési pontszámok bírónként | Helyezési pontszámok bírónként | Helyezési pontszámok bírónként | Helyezési pontszámok bírónként | Helyezési pontszámok bírónként | Helyezési pontszámok bírónként | Több. hely. száma | Hely. össz. | Pont  |
| Helyezés | Versenyzők                                                   | 1                              | 2                              | 3                              | 4                              | 5                              | 6                              | 7                              | 8                              | 9                              | Több. hely. száma | Hely. össz. | Pont  |
| -------- | ------------------------------------------------------------ | ------------------------------ | ------------------------------ | ------------------------------ | ------------------------------ | ------------------------------ | ------------------------------ | ------------------------------ | ------------------------------ | ------------------------------ | ----------------- | ----------- | ----- |
| Arany    | Ausztria (AUT)-1 · Sissy Schwarz · Kurt Oppelt               | 1,0                            | 1,0                            | 2,0                            | 1,0                            | 1,0                            | 2,0                            | 2,0                            | 2,0                            | 2,0                            | 9×2+              | 14,0        | 101,8 |
| Ezüst    | Kanada (CAN)-1 · Frances Dafoe · Norris Bowden               | 2,0                            | 2,0                            | 1,0                            | 2,0                            | 3,0                            | 1,0                            | 1,0                            | 3,0                            | 1,0                            | 7×2+              | 16,0        | 101,9 |
| Bronz    | Magyarország (HUN) · Nagy Marianna · Nagy László             | 5,0                            | 3,0                            | 6,0                            | 3,0                            | 4,0                            | 4,0                            | 3,0                            | 1,0                            | 3,0                            | 5×3+              | 32,0        | 99,3  |
| 4.       | Egyesült Német Csapat (EUA) · Marika Kilius · Franz Ningel   | 3,5                            | 4,5                            | 4,5                            | 4,5                            | 2,0                            | 3,0                            | 4,0                            | 5,0                            | 4,0                            | 5×4+              | 35,5        | 98,9  |
| 5.       | Egyesült Államok (USA)-1 · Carole Ann Ormaca · Robin Greiner | 3,5                            | 7,0                            | 4,5                            | 8,0                            | 8,0                            | 5,0                            | 5,0                            | 10,0                           | 5,0                            | 5×5+              | 56,0        | 96,4  |
| 6.       | Kanada (CAN)-2 · Barbara Wagner · Robert Paul                | 8,0                            | 8,5                            | 3,0                            | 7,0                            | 5,5                            | 6,0                            | 6,5                            | 4,0                            | 6,0                            | 5×6+              | 54,5        | 96,7  |
| 7.       | Egyesült Államok (USA)-2 · Lucille Ash · Sully Kothman       | 7,0                            | 6,0                            | 9,0                            | 4,5                            | 5,5                            | 7,0                            | 6,5                            | 6,5                            | 7,0                            | 8×7+              | 59,5        | 95,7  |
| 8.       | Csehszlovákia (TCH) · Věra Suchánková · Zdeněk Doležal       | 10,0                           | 4,5                            | 7,0                            | 4,5                            | 7,0                            | 9,0                            | 10,0                           | 8,0                            | 8,0                            | 6×8+              | 68,5        | 94,8  |
| 9.       | Ausztria (AUT)-2 · Elisabeth Ellend · Konrad Lienert         | 9,0                            | 8,5                            | 8,0                            | 9,0                            | 9,0                            | 10,0                           | 8,0                            | 6,5                            | 9,0                            | 8×9+              | 77,0        | 93,5  |
| 10.      | Nagy-Britannia (GBR)-1 · Joyce Coates · Anthony Holles       | 11,0                           | 10,0                           | 11,0                           | 10,0                           | 10,0                           | 8,0                            | 9,0                            | 9,0                            | 10,0                           | 7×10+             | 88,0        | 90,0  |
| 11.      | Nagy-Britannia (GBR)-2 · Patricia Krau · Rodney Ward         | 6,0                            | 11,0                           | 10,0                           | 11,0                           | 11,0                           | 11,0                           | 11,0                           | 11,0                           | 11,0                           | 9×11+             | 93,0        | 88,8  |